# Tibetia everesti
Tibetia everesti là một loài nhện trong họ Pholcidae. Loài này được phát hiện ở Tibet, Trung Quốc.